# La Bastida de Paumèrs
La Bastida de Paumèrs (francès Labastide-Paumès) és un municipi occità del Comenge, a Gascunya,, situat al departament de l'Alta Garona i a la regió d'Occitània.